# Bertalan Farkas
Bertalan Farkas (Gyulaháza, 2 augustus 1949) is een voormalige Hongaarse ruimtevaarder. Farkas zijn eerste en enige ruimtevlucht was Sojoez 36 en begon op 26 mei 1980. Doel van deze missie was een koppeling uitvoeren met ruimtestation Saljoet 6 en aan boord experimenten uitvoeren. 
In 1978 werd Farkas geselecteerd om te trainen als astronaut. In 1980 ging hij als astronaut met pensioen en ontving hij de titel Held van de Sovjet-Unie. Hij werd met zijn vlucht in 1980 de eerste Hongaar en tevens de eerste Esperantist in de ruimte.  